# Hélène Pastor
Hélène Pastor, née le 31 mars 1937 à Monaco et morte le 21 mai 2014 à Nice, est une femme d'affaires monégasque, héritière d'une famille monégasque qui a fait fortune dans le domaine de l'immobilier.
Sa fortune était estimée à environ 12 milliards d'euros. Elle était, au moment de sa mort, à la tête d'une douzaine de sociétés anonymes monégasques (SAM) employant environ 80 salariés. Chaque société renvoie à un immeuble ou une copropriété issus de cette entreprise familiale, ainsi elle comptait environ 1 200 appartements et lots dont elle était propriétaire. Ses deux enfants, Gildo et Sylvia, détenaient chacun 5 % et les 90 % restants étaient à Hélène Pastor.
Victime d'une fusillade avec son chauffeur le 6 mai 2014 à la sortie de l'hôpital l'Archet de Nice, elle succombe à ses blessures le 21 mai suivant.

## Biographie

### Famille
Hélène Pastor est née à Monaco dans la famille d'Emile Louise Brianti et de Gildo Pastor.
Le grand-père d'Hélène, Jean-Baptiste Pastor (fondateur de la dynastie) était un tailleur de pierres qui a quitté son pays d'origine, l'Italie, dans les années 1880 et s'est installé à Monaco, où il a fondé l'entreprise de travaux publics J.B. Pastor & fls. Profitant de l'essor immobilier d'après-guerre, le père d'Hélène, Gildo fait prospérer l'entreprise familiale au point de devenir la première fortune du Rocher. Il fait construire et mettre en location des centaines d'appartements, qui sont partagés à sa mort en 1990 entre Hélène et ses deux frères : Victor et Michel.
Le frère aîné d'Helène, Victor Pastor, était un homme d’affaires et promoteur immobilier milliardaire qui a créé la structure juridique familiale Groupe Pastor. Son frère cadet Michel Pastor était un homme d'affaires monégasque, grand collectionneur d'art et consul honoraire du Pérou à Monaco. Il a également été président de l'AS Monaco de 2004 à 2008.

### Vie privée
Elle s'est mariée et a divorcé deux fois. Lors de son premier mariage, elle eut une fille, Sylvia Ratkowski, née en 1961. Lors de son second mariage avec Claude Pallanca, célèbre dentiste monégasque qui fut également consul honoraire de Russie, elle eut un fils, Gildo Pallanca-Pastor, né en 1967. Son fils, Gildo est un homme d'affaires monégasque, promoteur immobilier et propriétaire PDG de Venturi.

### Assassinat

#### Fusillade
Dans la soirée du 6 mai 2014, Hélène Pastor sort de l'hôpital l'Archet de Nice où elle rendait visite à son fils Gildo, victime d'un AVC. Elle monte dans son monospace noir, conduit par son chauffeur, Mohamed Darwich. Sur le parking, la voiture est la cible d'une fusillade. Les agresseurs tirent à bout portant avec un fusil de chasse. Mohamed Darwich meurt le 10 mai des suites de ses blessures, de même qu'Hélène Pastor dans la nuit du 20 au 21 mai 2014.

#### Enquête
Filmés par les caméras de surveillance, deux jeunes Comoriens issus des quartiers marseillais, le tueur présumé, Samine Saïd Ahmed, et le guetteur, Alhair Hamadi, sont rapidement identifiés et interpellés. Ils avouent rapidement en garde à vue avoir été engagés par Wojciech Janowski, le compagnon de Sylvia Pastor, la fille d'Hélène. Janowski, après sa sixième audition en garde à vue le 26 juin 2014, avoue avoir commandité le meurtre puis se rétracte, invoquant sa mauvaise maîtrise du français. Cet homme, ancien consul honoraire de Pologne à Monaco, était aux abois financièrement et en mal de reconnaissance (bien qu'il bénéficie « des 500 000 euros d’argent de poche mensuel que sa compagne perçoit de sa mère »), et nourrissait une haine tenace envers sa belle-mère. À l'été 2014, Pascal Dauriac, l'entraîneur sportif du couple Janowski, avoue en garde à vue avoir supervisé le recrutement de l'équipe chargée d'assassiner Hélène Pastor. Il donne le montant du contrat, 140 000 euros, et affirme que Janowski avait aussi prévu de faire tuer Gildo, le fils cadet de Madame Pastor, par « un tir lointain ».
En février 2017, dix accusés sont renvoyés devant la cour d'assises pour assassinats, complicité d'assassinats, et association de malfaiteurs.

#### Procès
Le procès des dix personnes impliquées débute le 17 septembre 2018 devant la cour d'assises d'Aix-en-Provence et se termine le 17 octobre 2018, un mois plus tard.
Après un délibéré de cinq heures, les jurés des Bouches-du-Rhône condamnent Wojciech Janowski à la réclusion criminelle à perpétuité pour avoir commandité les deux assassinats. Son avocat Éric Dupond-Moretti avait plaidé coupable pour le seul assassinat d’Hélène Pastor. Maître Dupond-Moretti a changé de stratégie lors des débats. Il plaide coupable pour l’assassinat d’Hélène Pastor, mais demande à la Cour et aux jurés d’acquitter son client pour le meurtre de Mohamed Darwich, le chauffeur d’Hélène Pastor, blessé mortellement lors du guet-apens, pour tenter d’éviter la prison à perpétuité à Wojciech Janowski. La cour et les jurés n’ont toutefois pas retenu contre lui la période de sûreté de vingt-deux ans requise par l’avocat général Pierre Cortès. La même peine de perpétuité est prononcée contre les deux membres de l'équipe Samine Said Ahmed et Al Haïr Hamamdi, chargés d'assassiner Hélène Pastor, sachant que ces deux derniers avaient déjà été condamnés pour le chef d’accusation de trafic de stupéfiants ou le chef d’accusation de violences. Le coach sportif Pascal Dauriac, quant à lui, est condamné à trente ans de prison, peine ramenée à vingt-deux ans en appel.
Reporté deux fois de suite en mars puis novembre 2020 à cause de la crise du Covid-19, le procès en appel s'est tenu en novembre 2021 et a confirmé les peines de réclusion criminelle à perpétuité pour le commanditaire et les assassins. Ce jugement est devenu définitif après le rejet des pourvois par la Cour de cassation en juin 2023.

### Documentaires télévisés
- « Meurtre sur le Rocher » (premier reportage) dans «... à la frontière italienne » le 30 mars, 6 et 14 avril 2015 dans Crimes sur NRJ 12.
- « Hélène Pastor, une milliardaire pour cible » dans Karl Zéro Absolu le 19 mai 2016 sur YouTube.
- « Procès Pastor : un meurtre pour des milliards ? », C dans l'air, 1er octobre 2018 sur YouTube (Voir en ligne) Invités : Damien Delseny, Hélène Constanty, Cindy Hubert et Pierre Abramovici.
- « Affaire Hélène Pastor : trahison familiale à Monaco » le 6 février 2019 dans Enquêtes criminelles : le magazine des faits divers sur W9.
- « Argent, trahison et mensonges sur le Rocher » (premier reportage) dans « Ces guerres d'héritages qui ont fait la une » le 7 mars 2019 dans Héritages sur NRJ 12.

### Émissions radiophoniques
- « L'affaire Hélène Pastor » le 25 août 2014, le 28 avril 2017 et le 22 octobre 2018 dans L'Heure du crime de Jacques Pradel sur RTL.
- « L’assassinat d’Hélène Pastor - Tragédie sur le Rocher » le 3 octobre 2017 dans l'émission Affaires sensibles de Fabrice Drouelle sur France Inter.